# Simone Mortier
Simone Mortier (Wurzburgo, 14 de febrero de 1964) es una deportista alemana que compitió en triatlón y duatlón. Hasta 1990 representó a Alemania Occidental (RFA).
Ganó cuatro medallas en el Campeonato Europeo de Triatlón entre los años 1989 y 1993. Además, obtuvo una medalla de bronce en el Campeonato Europeo de Triatlón de Media Distancia de 1994.
En duatlón consiguió dos medallas en el Campeonato Europeo de Duatlón, plata en 1992 y bronce en 1990.

## Palmarés internacional
| Representando a la RFA   |                         |                  |            |
| Campeonato Europeo       |                         |                  |            |
| Año                      | Lugar                   | Medalla          | Prueba     |
| 1989                     | Cascaes (Portugal)      | Medalla de oro   | Individual |
| 1990                     | Linz (Austria)          | Medalla de plata | Individual |
| Representando a Alemania |                         |                  |            |
| Campeonato Europeo       |                         |                  |            |
| Año                      | Lugar                   | Medalla          | Prueba     |
| 1991                     | Ginebra (Suiza)         | Medalla de plata | Individual |
| 1993                     | Echternach (Luxemburgo) | Medalla de plata | Individual |

| Representando a Alemania |                        |                   |            |
| Campeonato Europeo       |                        |                   |            |
| Año                      | Lugar                  | Medalla           | Prueba     |
| 1994                     | Novo Mesto (Eslovenia) | Medalla de bronce | Individual |

| Representando a la RFA   |                  |                   |            |
| Campeonato Europeo       |                  |                   |            |
| Año                      | Lugar            | Medalla           | Prueba     |
| 1990                     | Zofingen (Suiza) | Medalla de bronce | Individual |
| Representando a Alemania |                  |                   |            |
| Campeonato Europeo       |                  |                   |            |
| Año                      | Lugar            | Medalla           | Prueba     |
| 1992                     | Madrid (España)  | Medalla de plata  | Individual |